# Villabianca
Villabianca di Modena (Vèlabianca, in dialetto frignanese) è un borgo collinare sito nel comune di Marano sul Panaro.

## Origini del nome
Sino all'anno 1613 il luogo era indicato col nome di "Sancti Geminiani de Furcha" o "Forca".
Il toponimo "Forca" trae origine dal latino classico forca-ae (furcula) che significa "strettoia di monte", "passo", "forcella montana" ma anche "incrocio di strade", "bivio".

## Storia
Due scavi archeologici hanno rivelato la presenza di insediamenti romani unitamente al ritrovamento di numerose monete di età repubblicana e imperiale. All'antica strada romana che saliva verso Denzano, e proseguiva per portare ai passi appenninici, si è sovrapposto in seguito uno dei tanti percorsi della via Romea Nonantolana medievale. In un rogito del 1337 è segnalata la presenza di una fortificazione nella località Castellino.
La chiesa dedicata a San Geminiano Vescovo, fu ricostruita nel 1853 grazie al finanziamento del duca Francesco V di Modena e della comunità di Vignola. La chiesa vecchia, crollata a causa di una frana, si trovava 300 metri a sud dell'edificio attuale. Fu citata per la prima volta su una pergamena del monastero di San Pietro di Modena datata 15 aprile 1025 tra i possedimenti donati dal vescovo di Modena al monastero benedettino.
Nel 1025 Furcha dipendeva dalla corte di Turri (l'odierna Torre Maina, frazione di Maranello). Successivamente i signori Da Campiglio ne ebbero il controllo fino ai primi anni del XIV secolo, quando furono sostituiti dalla famiglia Rangoni Machiavelli. Villabianca fece parte della podesteria di Campiglio per più di quattro secoli e nel 1797 con l'arrivo di Napoleone entrò a far parte del Dipartimento del Panaro con i Comuni di Vignola, Marano sul Panaro, Campiglio e Denzano.
Solamente col Regno d'Italia Villabianca passò nella giurisdizione del comune di Marano sul Panaro.

## Geografia fisica
Situata sulle colline alla sinistra del fiume Panaro, Villabianca si trova sul punto di contatto tra due aree di diversa origine geologica: la Pliocenica, ricca di fossili, e la cosiddetta Caotica, contenente gessi, pirite, minerali e rocce vulcaniche.
I terreni di queste colline sono particolarmente adatti alla coltivazione della vite; Lambrusco e Trebbiano sono i vitigni principali del territorio